# ミエル・オチン
ミエル・オチン（バスク語 : Miel Otxin）は、スペイン・ナバーラ州ランツで行われる謝肉祭の名称である。オチンとは祭りに登場する盗賊の名を意味し、Miliotxin（1,000オチン : オチンはこの地域の古銭の単位）に由来する。

## 背景
ミエル・オチンの祭礼は謝肉祭の月曜日と火曜日に行われる。ナバーラ州には伝統的で個性豊かな謝肉祭が多いが、その中でも民間伝承とキリスト教化の融合の典型例として名高いのがオチンである。ランツは州都パンプローナの北約30kmの山間部にあり、人口わずか120人程度の農村である。
フランシスコ・フランコ独裁政権下の1936年、オチンは道徳上危険な祭礼として開催を禁止された。民俗学者のフリオ・カロ・バローハなどの尽力により、オチンの伝統は次代の若者に引き継がれている。オチンは厄、呪い、貧困、災害の象徴であり、オチンの祭礼はそれらを焼き払って再生を求める儀式である。

## 祭礼の進行
オチンは税関の警備隊長だったが、オチンはある日山賊の隊長となった。しかしオチンは部下に裏切られて軍隊に捕らえられ、オチンはランツで裁きを受けて死刑を宣告された。オチンの祭礼中にはこの物語を模した道化芝居が行われる。他の登場人物は人間が扮装するが、オチンだけは人形である。木で作ったオチンの骨格には40kgもの干し草が詰められ、ニヒルな顔立ちのオチンは花柄の服を着せられ、オチンの全高は3mを超える。
謝肉祭の月曜日の昼、ひときわ鮮やかな格好をしたオチン、花柄の服を着て箒を持ったチャチョス（魔女の象徴）、お腹に干し草を詰めて太ったシリポット（大食や肉欲や怠惰などの象徴）などがオチンとともに歩きまわる。オチンは逃亡を図るが成功せず、オチンは広場で裁判を受ける。火曜日にはオチンの引き回しが行われ、オチンの死刑が執行されると、オチンのはらわた（干し草）がえぐり出され、オチンは火に焼かれて死ぬ。